# Divisione No. 3 (Saskatchewan)
La Divisione No. 3 è una divisione censuaria del Saskatchewan, Canada di 13.133 abitanti.

## Comunità
- Comunità principali
  - Assiniboia
  - Coronach
  - Gravelbourg
  - Lafleche
  - Mossbank
  - Ponteix
  - Rockglen
  - Willow Bunch
- Altre comunità
  - Aneroid
  - Bateman
  - Congress
  - Crane Valley
  - Ferland
  - Fife Lake
  - Flintoft
  - Glentworth
  - Hazenmore
  - Killdeer
  - Kinicaid
  - Limerick
  - Mankota
  - Mazenod
  - Mccord
  - Melaval
  - Meyronne
  - Ormiston
  - Pambrun
  - Scout Lake
  - Spring Valley
  - ST Victor
  - Vanguard
  - Verwood
  - Viceroy
  - Wood Mountain
  - Woodrow
- Municipalità rurali
  - RM No. 11 Hart Butte
  - RM No. 12 Poplar Valley
  - RM No. 42 Willow Bunch
  - RM No. 43 Old Post
  - RM No. 44 Waverley
  - RM No. 45 Mankota
  - RM No. 46 Glen McPherson
  - RM No. 71 Excel
  - RM No. 72 Lake of the Rivers
  - RM No. 73 Stonehenge
  - RM No. 74 Wood River
  - RM No. 75 Pinto Creek
  - RM No. 76 Auvergne
  - RM No. 101 Terrell
  - RM No. 102 Lake Johnston
  - RM No. 103 Sutton
  - RM No. 104 Gravelbourg
  - RM No. 105 Glen Bain
  - RM No. 106 Whiska Creek
- Riserve
  - Wood Mountain 160